# Magda Mihalache
Magda Mihalache (* 6. Juli 1981 in Brăila) ist eine ehemalige rumänische Tennisspielerin.

## Karriere
Mihalache, die Hartplätze bevorzugte, gewann in ihrer Karriere fünf Einzel- und zwölf Doppeltitel auf dem ITF Women’s Circuit. Bei den Australian Open ging sie im Jahr 2000 mit Zuzana Váleková als Partnerin im Hauptfeld des Doppelwettbewerbs an den Start; sie scheiterten gleich in der ersten Runde.
Mihalache spielte ihr letztes Turnier auf der Damentour im September 2009.
In der deutschen Tennisbundesliga trat sie danach noch für den TC Rüppurr an, 2011 und 2012 in der ersten und 2013 in der 2. Liga.

## Erfolge

### Einzel
| Nr. | Datum            | Turnier       | Kategorie   | Belag             | Finalgegnerin  | Ergebnis      |
| --- | ---------------- | ------------- | ----------- | ----------------- | -------------- | ------------- |
| 1.  | 6. April 2003    | Istanbul      | ITF $10.000 | Hartplatz (Halle) | Jelena Wesnina | 4:6, 6:2, 6:2 |
| 2.  | 13. April 2003   | Antalya       | ITF $10.000 | Sand              | Annette Kolb   | 7:5, 6:1      |
| 3.  | 11. Juli 2004    | Darmstadt     | ITF $25.000 | Sand              | Åsa Svensson   | 6:1, 3:6, 7:5 |
| 4.  | 17. April 2005   | Civitavecchia | ITF $25.000 | Sand              | Maret Ani      | 1:6, 7:5, 6:4 |
| 5.  | 21. Oktober 2006 | Lagos         | ITF $25.000 | Hartplatz         | Ágnes Szatmári | 6:1, 3:6, 6:4 |

### Doppel
| Nr. | Datum            | Turnier   | Kategorie   | Belag             | Partnerin             | Finalgegnerinnen                          | Ergebnis      |
| --- | ---------------- | --------- | ----------- | ----------------- | --------------------- | ----------------------------------------- | ------------- |
| 1.  | 24. Mai 1999     | Warschau  | ITF $25.000 | Sand              | Jelena Kostanić Tošić | Cho Yoon-jeong Park Sung-hee              | 6:1, 6:3      |
| 2.  | 21. Juni 1999    | Sopot     | ITF $25.000 | Sand              | Zuzana Váleková       | Lenka Cenková Nadejda Ostrovskaya         | 6:2, 6:4      |
| 3.  | 26. Juli 1999    | Edinburgh | ITF $25.000 | Sand              | Petra Mandula         | Trudi Musgrave Lorna Woodroffe            | 3:6, 6:4, 6:3 |
| 4.  | 4. Oktober 1999  | Batumi    | ITF $50.000 | Teppich (Halle)   | Zuzana Váleková       | Cătălina Cristea Surina De Beer           | 6:4, 3:6, 6:4 |
| 5.  | 27. März 2000    | Amiens    | ITF $10.000 | Sand (Halle)      | Zuzana Váleková       | Mariana Díaz-Oliva Aliénor Tricerri       | 6:2, 6:4      |
| 6.  | 17. April 2000   | Filothei  | ITF $10.000 | Sand              | Aliénor Tricerri      | Kinga Berecz Adrienn Hegedűs              | 6:2, 5:7, 7:5 |
| 7.  | 14. August 2000  | Istanbul  | ITF $50.000 | Hartplatz         | Tong Ka-po            | Marija Golowisnina Jewgenija Kulikowskaja | 6:1, 6:2      |
| 8.  | 11. Juni 2001    | Grado     | ITF $25.000 | Sand              | Jelena Kostanić Tošić | Renata Kučerová Eva Martincová            | 5:7, 6:3, 7:5 |
| 9.  | 5. Februar 2002  | Redbridge | ITF $25.000 | Hartplatz (Halle) | Jekaterina Syssojewa  | Helen Crook Sun Tiantian                  | 4:6, 6:4, 6:4 |
| 10. | 18. Februar 2003 | Buchen    | ITF $10.000 | Teppich (Halle)   | Syna Schmidle         | Leslie Butkiewicz Kim Kilsdonk            | 6:2, 6:3      |
| 11. | 14. März 2003    | Athen     | ITF $10.000 | Sand              | Ruxandra Marin        | Zuzana Cerna Caroline Korsawe             | 6:2, 6:3      |
| 12. | 9. Oktober 2006  | Lagos     | ITF $25.000 | Hartplatz         | Laura Siegemund       | Mervana Jugić-Salkić Teodora Mirčić       | 6:3, 6:3      |